# Orthophytum horridum
Orthophytum horridum är en gräsväxtart som beskrevs av Elton Martinez Carvalho Leme. Orthophytum horridum ingår i släktet Orthophytum och familjen Bromeliaceae. Inga underarter finns listade i Catalogue of Life.

## Bildgalleri

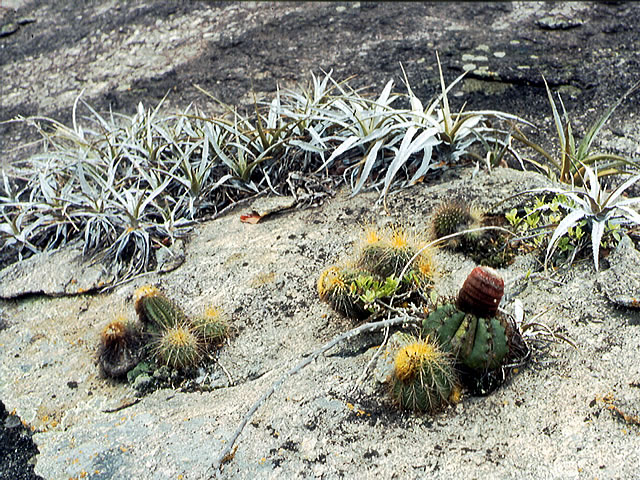